# Mistrzostwa Polski w Łyżwiarstwie Szybkim na Dystansach 2008
22. Mistrzostwa Polski w Łyżwiarstwie Szybkim na Dystansach 2008 odbyły się w dniach 20-22 grudnia 2007 roku na torze Stegny w Warszawie.
Podczas tych mistrzostw oprócz biegów na tradycyjnych dystansach rozegrano również biegi na 100 metrów. Na dystansie 500 metrów rozgrywane są dwa biegi i suma czasów z obu biegów decyduje o kolejności zawodników.

## Kobiety
| Konkurencja:     | 1. miejsce                                                              | Rezultat | 2. miejsce                                                    | Rezultat | 3. miejsce                                                                  | Rezultat |
| 100 m            | Karolina Ksyt Pilica Tomaszów Mazowiecki                                | 11,65    | Katarzyna Woźniak WTŁ Stegny Warszawa                         | 11,71    | Aleksandra Goss WTŁ Stegny Warszawa                                         | 11,91    |
| 500 m            | Katarzyna Wójcicka LKS Poroniec Poronin                                 | 83,31    | Natalia Czerwonka MKS Cuprum Lubin                            | 84,20    | Karolina Ksyt Pilica Tomaszów Mazowiecki                                    | 85,08    |
| 1000 m           | Katarzyna Wójcicka LKS Poroniec Poronin                                 | 1:23,46  | Luiza Złotkowska AZS Zakopane                                 | 1:25,30  | Natalia Czerwonka MKS Cuprum Lubin                                          | 1:25,48  |
| 1500 m           | Katarzyna Wójcicka LKS Poroniec Poronin                                 | 2:11,19  | Natalia Czerwonka Cuprum Lubin                                | 2:13,57  | Katarzyna Woźniak Stegny Warszawa                                           | 2:13,73  |
| 3000 m           | Katarzyna Wójcicka LKS Poroniec Poronin                                 | 4:33,32  | Natalia Czerwonka MKS Cuprum Lubin                            | 4:39,25  | Luiza Złotkowska AZS Zakopane                                               | 4:39,99  |
| 5000 m           | Katarzyna Wójcicka LKS Poroniec Poronin                                 | 7:53,37  | Luiza Złotkowska AZS Zakopane                                 | 7:58,11  | Magdalena Gołębiewska Marymont Warszawa                                     | 8:11,23  |
| wyścig drużynowy | WTŁ Stegny Warszawa Aleksandra Goss, Barbara Bielesz, Katarzyna Woźniak | 3:32,19  | AZS Zakopane Luiza Złotkowska, Hanna Cudzich, Magdalena Kośma | 3:36,14  | Pilica Tomaszów Mazowiecki Karolina Ksyt, Kamila Danaj, Aleksandra Dębowska | 3:36,71  |

## Mężczyźni
| Konkurencja:     | 1. miejsce                                                                | Rezultat | 2. miejsce                                               | Rezultat | 3. miejsce                                                      | Rezultat |
| 100 m'           | Maciej Ustynowicz Marymont Warszawa                                       | 10,01    | Szymon Dawidowski WTŁ Stegny Warszawa                    | 10,41    | Tomasz Rosiak Pilica Tomaszów Mazowiecki                        | 10,57    |
| 500 m'           | Maciej Ustynowicz Marymont Warszawa                                       | 74,15    | Artur Waś Marymont Warszawa                              | 75,73    | Konrad Niedźwiedzki AZS Zakopane                                | 75,76    |
| 1000 m           | Maciej Ustynowicz Marymont Warszawa                                       | 1:14,39  | Konrad Niedźwiedzki AZS Zakopane                         | 1:15,26  | Piotr Puszkarski Marymont Warszawa                              | 1:16,73  |
| 1500 m           | Konrad Niedźwiedzki AZS AWF Zakopane                                      | 1:56,02  | Roland Cieślak Pilica Tomaszów Mazowiecki                | 1:56,59  | Piotr Puszkarski Marymont Warszawa                              | 1:57,03  |
| 5000 m           | Sławomir Chmura MKS MOS Pruszków                                          | 6:57.94  | Konrad Niedźwiedzki AZS Zakopane                         | 7:03,07  | Robert Kustra SKŁ Górnik Sanok                                  | 7:06,89  |
| 10 000 m         | Sławomir Chmura MKS MOS Pruszków                                          | 14:38,03 | Robert Kustra SKŁ Górnik Sanok                           | 14:49,88 | Sebastian Druszkiewicz AZS Zakopane                             | 15:01,39 |
| wyścig drużynowy | AZS Zakopane Konrad Niedźwiedzki, Dariusz Stanuch, Sebastian Druszkiewicz | 4:12,08  | SKŁ Górnik Sanok Piotr Bluj, Maciej Biega, Robert Kustra | 4:12,45  | Marymont Warszawa Piotr Puszkarski, Daniel Gwadera, Artur Nogal | 4:16,55  |